# Szentesi Zsolt
Szentesi Zsolt (Ózd, 1957 –) magyar irodalomtörténész, kritikus, az egri Eszterházy Károly Főiskola habilitált főiskolai tanára, az irodalomtudományi tanszék volt vezetője. 
Fő kutatási területe a 20. század második felének magyar irodalma, Mészöly Miklós munkássága, irodalomelmélet és az irodalomtudomány története. 
Munkásságának fontos része a lírai alkotások szövegközpontú elemzése, ezzel kapcsolatos szemináriumok, kurzusok tartása. 

## Könyvei
- A műértelmezés alapfogalmai. Eger, EKF Líceum Kiadó, 2005. ISBN 9789639417298
- Esztétikum – megértés – irodalom. Budapest, Ráció Kiadó, 2006. ISBN 963960528X
- Az ismeretlen otthon. Tanulmányok, kritikák. Budapest, Kalligram, Pesti Kalligram, 2013. ISBN 9788081017360